# Fukuwarai

Ausdruckbarer Fukuwarai-Spielbogen

Fukuwarai (jap. 福笑い, dt. „Glückliches Lachen“) ist ein japanisches Kinderspiel, das insbesondere am Japanischen Neujahrsfest gespielt wird. Üblicherweise wird das Spiel von Kindern gespielt, aber auch Erwachsene spielen es bisweilen. Das Spiel ähnelt dem englischen Spiel Pin the tail on the donkey, wird aber im Gegensatz zu diesem auf einem Tisch gespielt. Die Spieler platzieren beim Fukuwarai-Spiel mit verbundenen Augen auf einem leeren Gesicht die verschiedenen fehlenden Teile wie Augen, Ohren, Nase oder den Mund. Im Anschluss wird das Ergebnis betrachtet und dient der allgemeinen Erheiterung.
Das Spiel soll aus der späten Edo-Zeit stammen; gewöhnlich verwendete es den Umriss eines Frauengesichts im Stil der O-Kame (おかめ), einer traditionellen Nō-Maske mit deutlichen Pausbacken.